# كرايغ مورتون
كرايغ مورتون (بالإنجليزية: Craig Morton)‏ هو لاعب كرة قدم أمريكية أمريكي، ولد في 5 فبراير 1943 في فلينت في الولايات المتحدة.

## وصلات خارجية
- كرايغ مورتون على موقع مرجع كرة القدم المحترفة.كوم (الإنجليزية)